# Oligoaeschna tsaopiensis
Oligoaeschna tsaopiensis är en trollsländeart som beskrevs av Yeh och Chen 2000. Oligoaeschna tsaopiensis ingår i släktet Oligoaeschna och familjen mosaiktrollsländor. Inga underarter finns listade i Catalogue of Life.